# 问界M9
问界M9是赛力斯汽车与华为於2023年合作推出的全尺寸豪华运动型多用途车，设有五座和六座版、电动和增程版可供选择。该车型采用华为智选车模式，亦是问界品牌推出的第三款车型以及鸿蒙智行旗舰车型。
问界M9于2023年12月26日正式亮相，发布时共有Max和Ultra两种车型，售价分別為46.98万、56.98万人民币。2024年9月，问界M9新增仅设两排座椅的大五座版供选择。
| 类别       | 类别       | %      |
| ---------- | ---------- | ------ |
| 总分：     | 5 /5颗星   | 93.9%  |
| 乘员保护： | 乘员保护： | 96.98% |
| VRU保护：  | VRU保护：  | 75.38% |
| 主动安全： | 主动安全： | 97.79% |

## 争议
2024年10月，有传言称湖北省江西商会副会长罗某及其家人在使用问界M9智驾功能时遭遇货车撞击，导致一人伤亡，发布者提醒谨慎使用智驾功能。赛力斯汽车随后声明，事故发生前车辆已退出智驾功能，制动等系统正常，现正配合调查并为车主家属提供支持。